# وارد ماكليستر
وارد ماكليستر (بالإنجليزية: Ward McAllister)‏ هو ممثل أمريكي، ولد في 1891، وتوفي في 1981.

## وصلات خارجية
- وارد ماكليستر على موقع IMDb (الإنجليزية)
- وارد ماكليستر على موقع قاعدة بيانات برودواي على الإنترنت (الإنجليزية)
- وارد ماكليستر على موقع قاعدة بيانات الفيلم (الإنجليزية)